# Gekkan Comic Alive
Gekkan Comic Alive (月刊コミックアライブ Gekkan Komiiku Araibu?) es una revista japonesa que informa sobre el manga orientado a una demografía seinen, publicada por Media Factory. El primer número de la revista fue lanzado el 27 de junio del 2006; se publica mensualmente cada día 27.

## Títulos publicados
- Asobi ni Ikuyo!
- Boku wa Tomodachi ga Sukunai
- Bone Crusher
- Chaos;Head
- D-frag
- Hanna of the Z
- Happiness!
- Happy Days Academy
- Hentai Ouji to Warawanai Neko.
- Hidan No Aria (Aria The Scarlet Ammo)
- Honey Cosmos
- Iris Zero
- IS (Infinite Stratos)
- Kage Kara Mamoru!
- Kamiburo
- Kandachime'
- Kanokon
- Kampfer
- Kimi no Na wa.
- Magician's Academy
- Maria Holic
- MM!
- Ramen Tenshi Pretty Menma
- Re:BIRTH -The Lunatic Taker-
- Sasameki Koto
- Seiken no Blacksmith
- Seikoku no Dragonar
- Sentōin, Hakenshimasu!
- Steins;Gate
- Taboo-Tattoo
- Tears to Tiara: Kakan no Daichi
- Yōkoso Jitsuryoku Shijō Shugi no Kyōshitsu e
- Yururizumi
- -OZ-
- Zero no Tsukaima

## Manga actualmente en publicación
- Datos: Q917437